# 우토역 (구마모토현)
우토역(일본어: 宇土駅)은 일본 구마모토현 우토시에 있는 규슈 여객철도의 역이다. 우토 시의 대표역이며, 가고시마 본선을 소속 노선으로서, 이 역을 기점으로 하는 미스미 선을 더해 2개 노선이 상호 운행하고 있다. 섬식 승강장 1면 2선과 통과선 1선의 구조를 가진 지상역이자 교상역이다.

## 타는 곳
| 1 | ■ 가고시마 본선 | (상행) | 구마모토 · 다마나 방면 |
| 1 | ■ 미스미 선     |        | 오다 · 미스미 방면     |
| 2 | ■ 가고시마 본선 | (하행) | 야쓰시로 방면          |
| 2 | ■ 미스미 선     |        | 오다 · 미스미 방면     |

## 이용 현황
| 연도     | 하루 평균 승차 인원 |
| 2005년도 | 1,691               |
| -------- | ------------------- |

## 역 주변
- 우토 시청
- 우키 소방서
- 국도 제3호선
- 국도 제57호선

## 인접 정차역
| 규슈 여객철도 가고시마 본선 | 규슈 여객철도 가고시마 본선     | 규슈 여객철도 가고시마 본선 |
| --------------------------- | ------------------------------- | --------------------------- |
| 도미아이 아라오 방면        | ■ 쾌속 '구마모토 라이너' ■ 보통 | 마쓰바세 야쓰시로 방면      |
| 규슈 여객철도 미스미 선     |                                 |                             |
| 시·종착역                   | ■ 보통                          | 미도리카와 미스미 방면      |